# Horace Bonser
Horace Robert Bonser (Cincinnati, Ohio, 15 de juny de 1886 – Cincinnati, 7 de juny de 1934) va ser un tirador estatunidenc que va competir a començaments del segle xx.
El 1920 va prendre part en els Jocs Olímpics d'Anvers, on disputà dues proves del programa de tir. Guanyà la medalla d'or en la fossa olímpica per equips, mentre en la prova individual fou cinquè.